# Corallovexia ventrospinosa
Corallovexia ventrospinosa – gatunek widłonoga z rodziny Corallovexiidae. Nazwa naukowa tego gatunku skorupiaków została opublikowana w 1975 roku przez holenderskiego zoologa Jana Hendrika Stocka (1931–1997). 